# Durio wyatt-smithii
Espèce
Statut de conservation UICN

 DD  : Données insuffisantes
Durio wyatt-smithii est une espèce de plantes de la famille des Malvaceae.

## Publication originale
- Pengum. Lemb. Pusat Penjel. Kehut 62: 17. 1958.